# Flensburg (Malmö)
Flensburg is een wijk in het stadsdeel Södra Innerstaden van de Zweedse stad Malmö. De wijk telt 767 inwoners (2013) en heeft een oppervlakte van 0,35 km².
In het westen van de wijk is het Medeon Science Park te vinden, wat dertig bedrijven op het gebied van levenswetenschappen bevat. In het oosten is het oudste winkelcentrum van Malmö te vinden: het Mobilia köpcentrum is gebouwd in 1899 en bevat meer dan honderd winkels.